# Відкрите серце (фільм)
«Відкрите серце» («Открытое сердце») — радянський художній фільм 1982 року, знятий режисером Олексієм Поляковим на кіностудії «Мосфільм».

## Сюжет
Притуливши незнайому жінку, яка готується стати матір'ю, Люба не припускала, що малюк, який народиться, стане її дитиною. Але так сталося. Минуть роки й кохана людина оцінить її шляхетний вчинок.

## У ролях
- Марина Старих — Люба
- Єлизавета Солодова — Олександра Іллівна, бабуся Люби
- Андрій Мякшин — Петро
- Надія Мальцева — Варя
- Володимир Пучков — Славік
- Ніна Меньшикова — Наталія Павлівна, старша медсестра
- Олена Кузьміна — Тетяна
- Денис Невзоров — Петро у дитячому віці
- Борис Бачурін — Анатолій, наречений Варі
- Лев Борисов — гість Славіка
- Станіслав Бородокін — Сергій
- Марія Виноградова — Зінаїда, подруга Олександри Іллівни
- О. Зав'ялова — сестра Славіка
- Людмила Маркелія — дружина Миколи
- Л. Машарова — вихователька
- Наталія Острікова — гостя Славіка
- Надія Рєпіна — Олена, сестра Славіка
- Алевтина Рум'янцева — мати Славіка
- Віктор Філіппов — дядько Коля

## Знімальна група
- Режисер — Олексій Поляков
- Сценарист — Марина Шептунова
- Оператор — Олександр Рябов
- Композитор — Олександр Флярковський
- Художник — Елеонора Немечек